# Port lotniczy Goundam
Port lotniczy Goundam (IATA: GUD, ICAO: GAGM) – międzynarodowy port lotniczy, położony w Goundam, w Mali.